# Epeolus bifasciatus
Epeolus bifasciatus là một loài Hymenoptera trong họ Apidae. Loài này được Cresson mô tả khoa học năm 1864.

## Hình ảnh

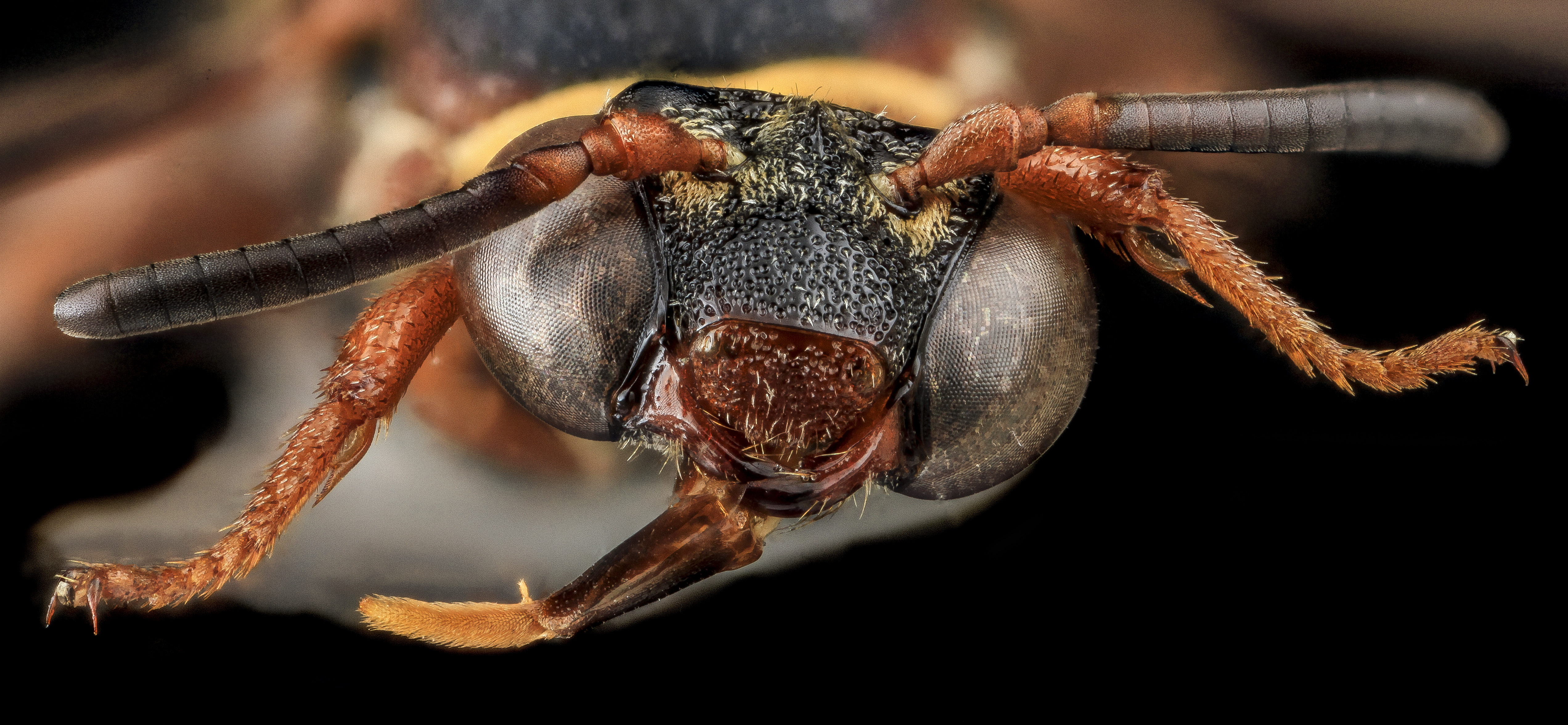
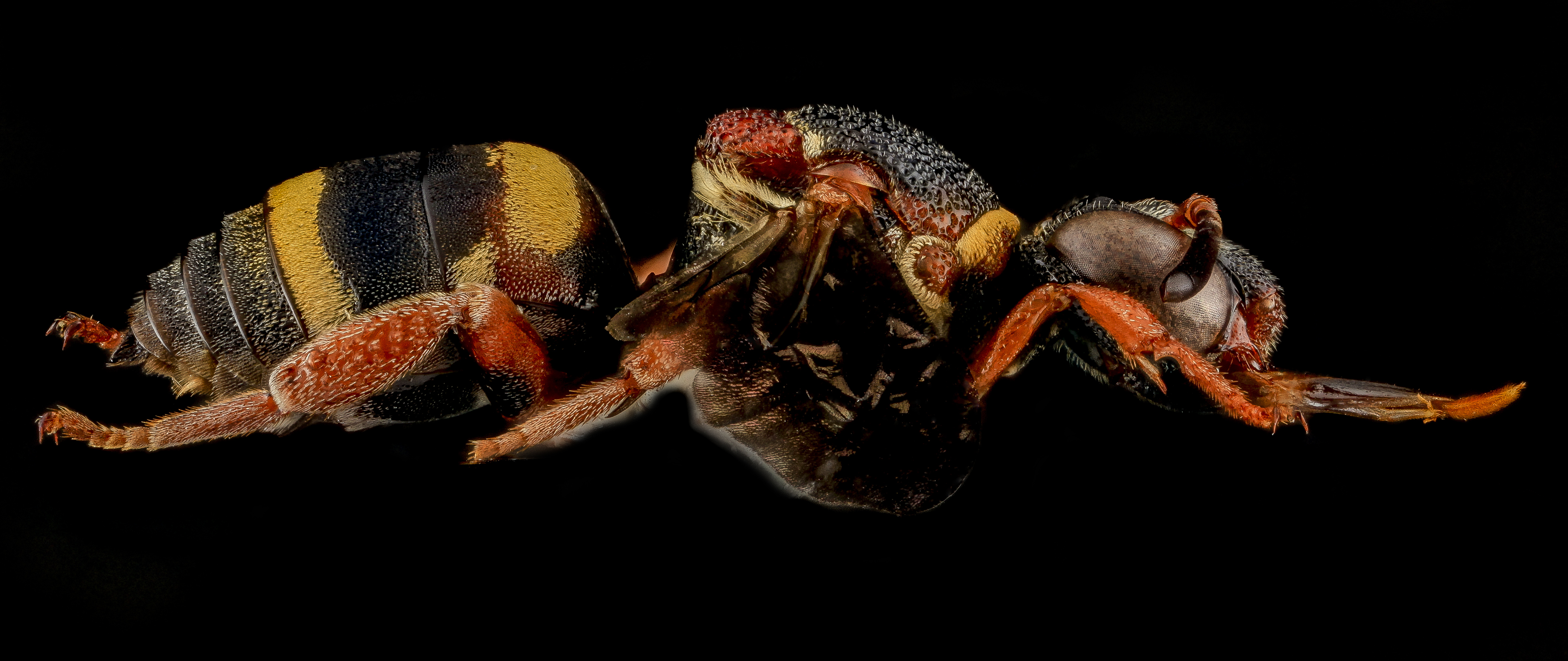